# Ranunculus meristus
Ranunculus meristus är en ranunkelväxtart som beskrevs av Barbara Gillian Briggs och Makinson. Ranunculus meristus ingår i släktet ranunkler, och familjen ranunkelväxter. Inga underarter finns listade i Catalogue of Life.